# Vigerslev (Københavns Kommune)
 For alternative betydninger, se Vigerslev. (Se også artikler, som begynder med Vigerslev)
Vigerslev er en del af det vestlige område af bydelen Valby og er et ejerlav i Københavns Kommune. Vigerslev ejerlav hed tidligere Vigerslev kvarter.
Vigerslev har fået navn efter landsbyen Vigerslev nævnt ved navn i 1167. Vigerslev ligger øst for Harrestrup Å og den gamle landsby lå lidt sydøst for Hvidovre Station. Harrestrup Å ligger imellem Valby og Hvidovre.
I 1901 indlemmes Vigerslev og Valby i København.
I Vigerslev ejerlav er følgende sogne:
- Vigerslev Sogn med Vigerslev Kirke
- Margrethe Sogn med Margrethekirken, Margrethe Sogn er fra 2016 en del af Valby Søndre Sogn
- Aalholm Sogn med Aalholm Kirke

Byområdet har Vigerslev Allé Station - og har tidligere haft Vigerslev Station, som blev nedlagt maj 1930.